# Право на измену
«Право на измену» (англ. Permission) — американская романтическая комедийная мелодрама. Впервые фильм был показан 22 февраля 2017 года на кинофестивале «Трайбека». Мировая премьера состоялась 9 февраля 2018 года.

## Сюжет
Уилл делает предложение о браке своей возлюбленной Анне, однако она сомневается в том, стоит ли его принимать, так как никогда не встречалась с другими мужчинами и боится сделать неправильный выбор.

## В ролях
- Ребекка Холл — Анна
- Дэн Стивенс — Уилл
- Джейсон Судейкис — Гленн
- Джина Гершон — Лидия
- Франсуа Арно — Дэйн
- Мишель Хёрст — доктор Беннетт

## Критика
Фильм получил в основном положительные отзывы кинокритиков. На Rotten Tomatoes рейтинг картины 71 %, на Metacritic — 62 балла из 100.